# Clearfield (Utah)
Clearfield je město v okresu Davis County ve státě Utah ve Spojených státech amerických. K roku 2000 zde žilo 30 112 obyvatel. S celkovou rozlohou 20,1 km² byla hustota zalidnění 1 294,2 obyvatel na km².